# Bratske (Mașceanka), Trosteaneț
Bratske (în ucraineană Братське) este un sat în comuna Mașceanka din raionul Trosteaneț, regiunea Sumî, Ucraina.

## Demografie
Componența lingvistică a localității Bratske
     Ucraineană (100%)
Conform recensământului din 2001, toată populația localității Bratske era vorbitoare de ucraineană (100%).